# 技能連携校一覧
技能連携校一覧（ぎのうれんけいこういちらん）は、学校教育法第55条に基づき都道府県教育委員会に指定を受けた指定技能教育施設の一覧である。

## 主な施設

### 北海道地方

#### 北海道
- 苫小牧高等商業学校	-	北海道有朋高等学校[1]
- 北見商科高等専修学校	-	北海道有朋高等学校[2]
- 札幌自由が丘学園	-	星槎国際高等学校[3]
- 札幌科学技術専門学校	-	科学技術学園高等学校[4]
- クラーク高等学院札幌校白石キャンパス	-	クラーク記念国際高等学校[5]
- クラーク高等学院札幌校大通キャンパス	-	クラーク記念国際高等学校[5]

### 東北地方

#### 青森県
- 八戸あおば高等学院	-	星槎国際高等学校[3]
- サンモードスクールオブデザイン	-	青森県立尾上総合高等学校[6]

#### 岩手県
- 星北高等学園	-	星槎国際高等学校[3]

#### 秋田県
- 高等専修学校秋田クラーク高等学院	-	クラーク記念国際高等学校[7]

#### 宮城県
- 赤門自動車整備大学校	-	科学技術学園高等学校[4]
- あすと長町高等学院	-	星槎国際高等学校[3]
- 国際高等学院仙台校	-	さくら国際高等学校[8]

#### 山形県
- 国際高等学院	-	星槎国際高等学校[3]
- 白鷹高等専修学校	-	山形県立霞城学園高等学校[9]

#### 福島県
- みとみ高等学院	-	東日本国際大学附属昌平高等学校[10]
- 磐城高等芸術商科総合学園	-	クラーク記念国際高等学校[11]
- キャンパス高等部	-	星槎国際高等学校[3]

### 関東地方

#### 茨城県
- 細谷高等専修学校	-	茨城県立水戸南高等学校[12]
- 日立工業専修学校	-	科学技術学園高校[4]
- 晃陽看護栄養専門学校	-	晃陽学園高等学校[13]

#### 栃木県
- 夢作志学院	-	星槎国際高等学校[3]
- 宇都宮クラーク高等学院	-	クラーク記念国際高等学校[14]
- 国際TBC調理・パティシエ専門学校	-	科学技術学園高校[4]
- TBC学院国際自動車・ビューティ専門学校	-	科学技術学園高校[4]
- 国際TBC高等専修学校	-	科学技術学園高校[4]

#### 群馬県
- 高崎市医師会看護専門学校	-	群馬県立前橋清陵高等学校[15]
- 富岡市甘楽郡医師会立富岡准看護学校	-	群馬県立前橋清陵高等学校[15]
- 前橋市医師会立前橋准看護学校	-	群馬県立前橋清陵高等学校[15]
- 藤岡准看護学校	-	群馬県立前橋清陵高等学校[15]
- 桐生市医師会立桐生准看護学校	-	群馬県立前橋清陵高等学校[15]
- 吾妻郡医師会立吾妻准看護学校	-	群馬県立前橋清陵高等学校[15]
- 沼田准看護学校	-	群馬県立前橋清陵高等学校[15]
- おおぞら高等学院 高崎キャンパス	-	屋久島おおぞら高等学校[16]
- 中央高等専門学院 前橋キャンパス	-	クラーク記念国際高等学校[17]
- 中央高等専門学院 桐生キャンパス	-	クラーク記念国際高等学校[17]

#### 埼玉県
- 東京西武学館	-	鹿島朝日高等学校[18]
- 自然学園	-	星槎国際高等学校[19]
- 松実高等学園	-	志学会高等学校[19]
- クラーク記念国際高等学校さいたまキャンパス	-	クラーク記念国際高等学校[19]
- 大川学園高等専修学校	-	大川学園高等学校[19]
- 浦和高等学園 	-	星槎国際高等学校[19]
- むさしの高等学院    	-	星槎国際高等学校[19]
- 川口文化服装専門学校　	-	埼玉県立大宮中央高等学校[20]
- 専門学校浜西ファッションアカデミー	-	埼玉県立大宮中央高等学校[20]

#### 千葉県
- パリ総合美容専門学校千葉校	-	あずさ第一高等学校[21]
- パリ総合美容専門学校柏校	-	あずさ第一高等学校[21]
- 千葉モードビジネス専門学校	-	あずさ第一高等学校[21]
- 野田鎌田学園高等専修学校	-	あずさ第一高等学校[21]
- 興学社高等学院	-	星槎国際高等学校[3]
- 柏高等技術学園	-	星槎国際高等学校[3]
- 成美学園高等部	-	翔洋学園高等学校[22]

#### 東京都
- 江東服飾高等専修学校	-	星槎国際高等学校[3]
- 野田鎌田学園杉並高等専修学校	-	あずさ第一高等学校[21]
- 国際パティシエ調理師専門学校	-	東海大学附属望星高等学校[23]
- 町田調理師専門学校	-	東海大学附属望星高等学校[23]
- 町田美容専門学校	-	東海大学附属望星高等学校[23]
- 二葉ファッションアカデミー	-	東海大学附属望星高等学校[23]
- 日野工業高等学園	-	科学技術学園高校[4]
- 町田みのり高等部	-	八洲学園高等学校[24]
- 東京多摩調理製菓専門学校	-	向陽台高等学校[25]

#### 神奈川県
- 岩谷学園高等専修学校	-	東海大学附属望星高等学校[23]
- 横浜デザイン学院	-	星槎国際高等学校[26]
- YGS高等部	-	星槎国際高等学校[27]
- 星槎学園高等部	-	星槎国際高等学校[28]
- 横浜健育高等学院	-	クラーク記念国際高等学校[29]
- 野田鎌田学園横浜高等専修学校	-	あずさ第一高等学校[21]
- 湘南芽吹高等学院	-	科学技術学園高校[4]
- アイム湘南理容美容専門学校	-	科学技術学園高校[4]
- 国際新堀芸術学院	-	科学技術学園高校[4]
- 大和商業高等専修学校	-	科学技術学園高校[4]
- 生蘭高等専修学校	-	向陽台高等学校[30]
- 神奈川総合大学校高等課程	-	厚木中央高等学校[31]
- 県立西部総合職業技術校	-	神奈川県立秦野総合高等学校[32]
- 横浜芸術高等専修学校	-	北海道芸術高等学校[33]
- ヨコスカ調理製菓専門学校	-	啓晴高等学校[34]

### 中部地方

#### 新潟県
- 長岡凛晴学院	-	科学技術学園高校[4]

#### 富山県
- 富山市医師会看護専門学校准看護学科	-	富山県立雄峰高等学校[35]
- 総合カレッジSEO	-	星槎国際高等学校[36]

#### 石川県
- 石川県立総合看護専門学校准看護学科	-	石川県立金沢泉丘高等学校[37]

#### 福井県
- フリースクールWILLBE高等学院	-	星槎国際高等学校[3]
- 若狭ものづくり美学舎	-	星槎国際高等学校[3]

#### 山梨県
- 甲府看護専門学校	-	山梨県立中央高等学校[38]

#### 長野県
- 高等専修学校信州クラーク高等学院	-	クラーク記念国際高等学校
- 国際高等学院長野校	-	クラーク記念国際高等学校[39]
- 豊野高等専修学校	-	さくら国際高等学校[40]
- 白馬国際学院	-	星槎国際高等学校[41]

#### 岐阜県
- 城南高等専修学校	-	城南高等学校[42]
- 専修学校中部国際自動車大学校	-	科学技術学園高校[4]
- ヴィジョンネクスト情報デザイン専門学校	-	清凌高等学校[43]

#### 静岡県
- 富士宮高等専修学校	-	福智高等学校[44]
- 富士調理技術専門学校	-	東海大学附属望星高等学校[23]
- 清水学院高等専修学校	-	科学技術学園高等学校[4]
- 駿河学院専門学校	-	科学技術学園高等学校[4]
- 静進情報高等専修学校	-	科学技術学園高等学校[4]
- 藤枝学院高等専修学校	-	科学技術学園高等学校[4]
- 中遠調理師専門学校	-	駿台甲府高等学校[45]
- 東海文化高等専修学校	-	東海大学付属望星高等学校[45]
- デザインテクノロジー専門学校	-	向陽台高等学校[45]
- 静岡アルス美容専門学校	-	あずさ第一高等学校[45]
- くさなぎ高等学院	-	星槎国際高等学校[3]
- 静岡高等学園	-	八洲学園高等学校[24]
- クラ・ゼミ輝高等学院浜松校	-	キラリ高等学校[46]
- クラ・ゼミ輝高等学院静岡校	-	キラリ高等学校[46]
- クラ・ゼミ輝高等学院沼津校	-	キラリ高等学校[46]
- 未来を創る学舎静岡校	-	中京高等学校[47]
- 未来を創る学舎沼津校	-	中京高等学校[47]
- 未来を創る学舎函南校	-	中京高等学校[47]
- 明桜館	-	鹿島朝日高等学校[48]

#### 愛知県
- 東海工業専門学校熱田校	-	名古屋たちばな高等学校[49]
- 名古屋工学院専門学校	-	名古屋たちばな高等学校[50]
- あいち造形デザイン専門学校	-	名古屋たちばな高等学校[51]
- 豊橋情報ビジネス専門学校	-	愛知産業大学三河高等学校[52]
- あいち情報専門学校	-	愛知産業大学三河高等学校[53]
- 西尾高等家政専門学校	-	愛知産業大学三河高等学校[54]
- 大岡学園ファッション文化専門学校	-	愛知産業大学三河高等学校[55]
- 専修学校東洋調理技術学院	-	愛知産業大学三河高等学校[56]
- あいちビジネス専門学校	-	愛知産業大学三河高等学校[57]
- 名古屋情報専門学校	-	愛知産業大学三河高等学校[58]
- 名古屋ユマニテク調理製菓専門学校	-	大橋学園高等学校[59]
- デンソー工業学園	-	科学技術学園高等学校[4]
- ニュートン高等専修学校	-	科学技術学園高等学校[4]
- サンデザイン専門学校	-	科学技術学園高等学校[4]
- トヨタ工業学園	-	科学技術学園高等学校[4]
- 愛知自動車整備専門学校	-	科学技術学園高等学校[4]
- 菊武ビジネス専門学校	-	菊華高等学校[60]
- 専修学校さつき調理・福祉学院	-	向陽台高等学校[61]
- 名古屋福祉専門学校	-	向陽台高等学校[62]
- 安城生活福祉高等専修学校	-	東海大学附属望星高等学校[23]
- 山本学園情報文化専門学校	-	緑誠蘭高等学校[63]
- クラーク高等学院豊田校	-	クラーク記念国際高等学校[63]
- 北海道芸術高等学院名古屋サテライト	-	北海道芸術高等学校[63]
- おおぞら高等学院 名古屋キャンパス	-	屋久島おおぞら高等学校[63]
- 名東学院高等部	-	屋久島おおぞら高等学校[63]
- おおぞら高等学院 岡崎キャンパス	-	屋久島おおぞら高等学校[63]

### 近畿地方

#### 三重県
- 徳風技能専門学校	-	徳風高等学校[64]
- 中部ライテクビジネス専門学校	-	向陽台高等学校[65]
- 向陽台総合学院	-	向陽台高等学校[66]

#### 滋賀県
- 向陽台水口専門学校	-	向陽台高等学校[67]
- 滋賀県立高等技術専門校草津校	-	滋賀県立大津清陵高等学校馬場分校[68]

#### 京都府
- 京都近畿情報高等専修学校	-	長尾谷高等学校[69]
- クラーク高等学院京都校	-	クラーク記念国際高等学校[70]
- おおぞら高等学院 京都キャンパス	-	屋久島おおぞら高等学校[70]

#### 大阪府
- 大阪YMCA国際専門学校	-	YMCA学院高等学校[71]
- 英風女子高等専修学校	-	英風高等学校[72]
- 大阪情報コンピュータ高等専修学校	-	科学技術学園高等学校[4]
- 大阪技能専門学校	-	神須学園高等学校[73]
- 関西テレビ電気専門学校	-	向陽台高等学校[74]
- スクールプラス	-	向陽台高等学校[75]
- 中央学園高等専修学校	-	向陽台高等学校[76]
- 鴻池学園高等専修学校	-	徳風高等学校[77]
- 東洋学園高等専修学校	-	長尾谷高等学校[78]
- 近畿情報高等専修学校	-	長尾谷高等学校[79]
- 関西情報工学院専門学校	-	日本教育学院高等学校[80]
- 東朋高等専修学校	-	東朋学園高等学校[81]
- 大阪美容専門学校	-	八洲学園高等学校[82]
- やしま学園高等専修学校	-	八洲学園高等学校[83]
- スマイルファクトリーハイスクール	-	星槎国際高等学校[3]
- 関西空翔高等学院	-	星槎国際高等学校[3]
- 八尾高等学院	-	星槎国際高等学校[3]
- 大阪府立東大阪高等職業技術専門校	-	大阪府立成城高等学校[84]

#### 兵庫県
- 神戸YMCA学院	-	YMCA学院高等学校[85]
- 育成調理師専門学校	-	向陽台高等学校[86]
- 三田モードビジネス専門学校	-	向陽台高等学校[86]
- 西宮甲英高等学院	-	駿台甲府高等学校[87]
- 東亜学園商業実務専門学校	-	福智高等学校[88]
- 大岡学園高等専修学校	-	福智高等学校[88]
- 三宮みのり高等部	-	八洲学園高等学校[24]
- 神戸女子洋裁専門学校	-	八洲学園高等学校[24]
- エコーペットビジネス総合高等学院	-	八洲学園高等学校[24]
- 神戸自由学院	-	鹿島学園高等学校[3]
- F.S播磨西高等学院	-	星槎国際高等学校[3]

#### 奈良県
- 美芸学園高等専修学校	-	八洲学園高等学校[24]
- アイエス学園奈良学習館	-	RITA学園高等学校[89]

#### 和歌山県
なし	

### 中国地方

#### 鳥取県
- あすなろ高等専修学校	-	クラーク記念国際高等学校[90]
- 若葉学習会専修学校	-	クラーク記念国際高等学校[91]
- 中央高等学園専修学校	-	星槎国際高等学校[3]

#### 島根県
なし	

#### 岡山県
- 専修学校自由高等学院	-	クラーク記念国際高等学校[92]
- 英数学館岡山校	-	並木学院高等学校[93]

#### 広島県
- クラーク高等学院広島校	-	クラーク記念国際高等学校[94]
- 専門学校 きくのファッションデザインカレッジ	-	科学技術学園高等学校[4]
- 広島生活福祉専門学校	-	東海大学附属望星高等学校[23]
- 小井手ファッションビューティ専門学校	-	向陽台高等学校[95]
- 広島舟入商業高等専修学校	-	福智高等学校[88]
- おおぞら高等学院 広島キャンパス	-	屋久島おおぞら高等学校[94]

#### 山口県
- 立修館高等専修学校	-	クラーク記念国際高等学校[96]
- ネムハイスクール徳山校	-	クラーク記念国際高等学校[96]
- ネムハイスクール岩国校	-	クラーク記念国際高等学校[96]
- ネムハイスクール山口校	-	クラーク記念国際高等学校[96]

### 四国地方

#### 徳島県
- 徳島県立総合看護学校	-	徳島県立徳島中央高等学校[97]

#### 香川県
- 星槎国際高等学校香川キャンパス	-	星槎国際高等学校[98]
- おおぞら高等学院 高松キャンパス	-	屋久島おおぞら高等学校[98]

#### 愛媛県
- 今治高等学院	-	星槎国際高等学校[99]
- 新居浜高等学院	-	星槎国際高等学校[99]
- おおぞら高等学院 松山キャンパス	-	屋久島おおぞら高等学校[99]

#### 高知県
- 高知高等学院	-	星槎国際高等学校[100]
- 高知高等技術学校	-	高知県立高知東工業高等学校[101]

### 九州地方

#### 福岡県
- 北九州自由高等学院	-	クラーク記念国際高等学校[102]
- 専修学校久留米ゼミナール	-	クラーク記念国際高等学校[102]
- 高等専修学校C&S学院	-	クラーク記念国際高等学校[102]
- 福岡国際高等学院	-	星槎国際高等学校[102]
- 九国高等学院	-	星槎国際高等学校[102]
- 英数高等学院	-	並木学院高等学校[102]
- 福岡有朋高等専修学校	-	福智高等学校[102]
- おおぞら高等学院 福岡キャンパス	-	屋久島おおぞら高等学校[102]
- おおぞら高等学院 小倉キャンパス	-	屋久島おおぞら高等学校[102]

#### 佐賀県
- 佐賀星生学園	-	星槎国際高等学校[103]
- 専門学校モードリゲル	-	佐賀県立佐賀北高等学校[104]
- 九州国際高等学園	-	クラーク記念国際高等学校[105]

#### 長崎県
- 野田国際高等学院	-	星槎国際高等学校[106]

#### 熊本県
- 清和国際高等学園	-	クラーク記念国際高等学校[107]
- 水前寺高等学園	-	星槎国際高等学校[107]
- 志成館高等学院	-	日本航空高等学校[107]
- おおぞら高等学院 熊本キャンパス	-	屋久島おおぞら高等学校[107]

#### 大分県
- マイン高等学院大分キャンパス	-	屋久島おおぞら高等学校[108]

#### 宮崎県
- 向洋学園高等専修学校	-	福智高等学校[88]

#### 鹿児島県
- 肝付町立高山准看護学校	-	鹿児島県立開陽高等学校[109]

#### 沖縄県
- マイン高等学院沖縄キャンパス	-	屋久島おおぞら高等学校[110]
- インターナショナルデザインアカデミー	-	未来高等学校[110]
- FC琉球高等学院	-	鹿島朝日高等学校[111]
- エナジックスポーツ高等学院	-	星槎国際高等学校[112]
- 大育高等専修学校	-	クラーク記念国際高等学校[113]